# Phytomyza saniculae
Phytomyza saniculae este o specie de muște din genul Phytomyza, familia Agromyzidae, descrisă de Spencer în anul 1981. Conform Catalogue of Life specia Phytomyza saniculae nu are subspecii cunoscute.